# Usubaia
Usubaia is een geslacht van vliesvleugeligen uit de familie Pteromalidae. De wetenschappelijke naam van dit geslacht is voor het eerst geldig gepubliceerd in 1983 door Kamijo.

## Soorten
Het geslacht Usubaia is monotypisch en omvat slechts de volgende soort:
- Usubaia liparae Kamijo, 1983